# Genelec
Genelec är ett finländskt företag som tillverkar aktiva högtalare, främst för professionella musikstudios och musiker samt för hemmabruk.
Företaget grundades 1978 av Ilpo Martikainen och är baserat i Idensalmi där även fabriken ligger.